# معهد ماكس بلانك لعلم الفلك
معهد ماكس بلانك لعلم الفلك

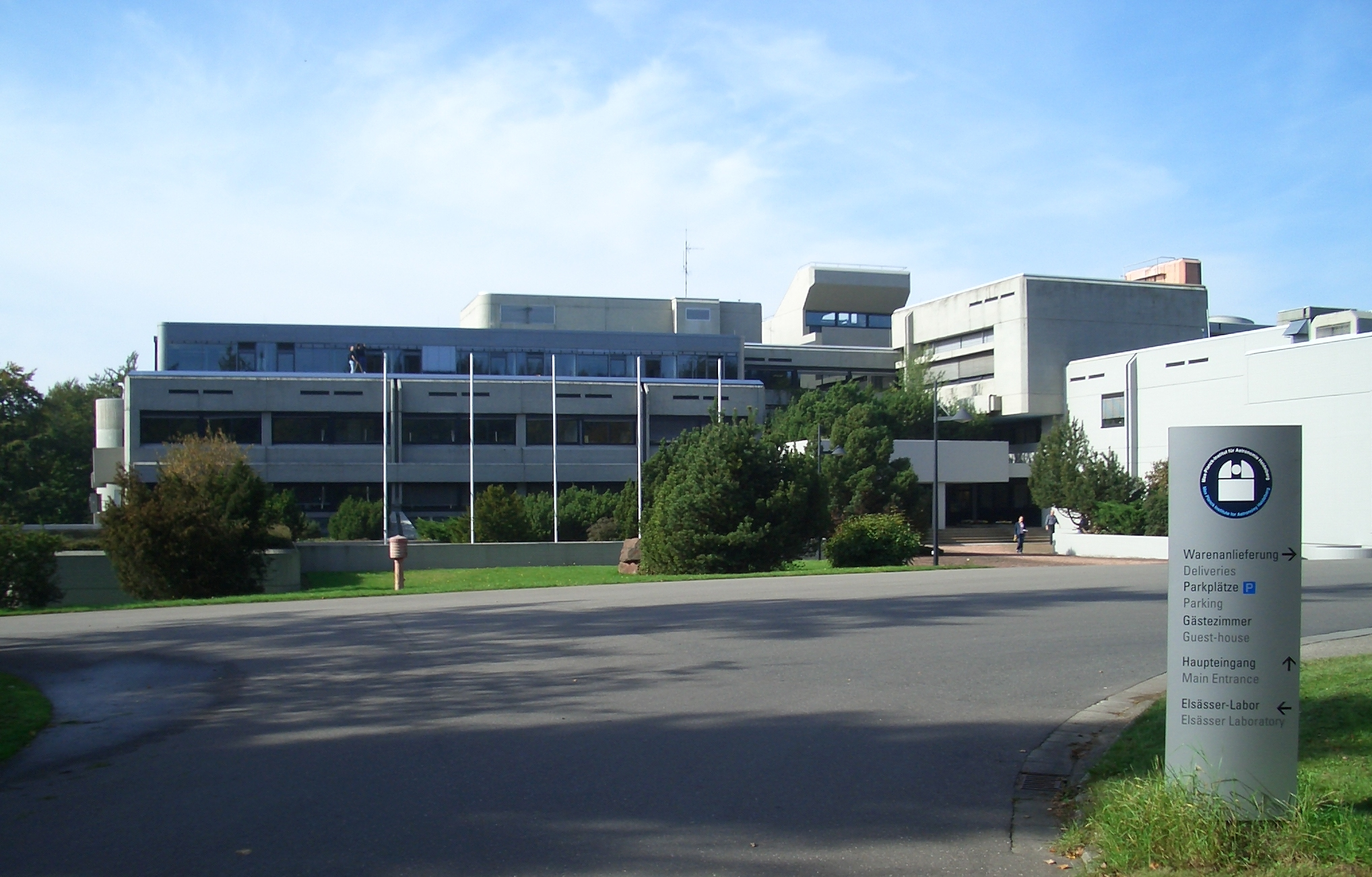

Max-Planck-Institut für Astronomie MPIA
هو مؤسسة أبحاث تابعة لمؤسسة ماكس بلانك للعلوم ومركز المعهد في هايدلبرغ ، ألمانيا. يقع المعهد
في مدينة كونيجشتول بالقرب من مرصد هايدلبرج .
يهتم المعهد بالبحوث الأساسية في مجال علم الفلك .
بجانب ما يقوم به المعهد بالرصد الفلكي فله نشاط كبير في بناء أجهزة الرصد الدقيقة التي تعمل في مختلف الأقمار الصناعية والمركبات الفضائية والمسبارات . وتقوم ورشه الخاصة ببنائها وتطويرها.

## وصلات خارجية
- Homepage des Max-Planck-Instituts für Astronomie
- Publikationen des Instituts im eDoc-Server der MPG (bibliografische Angaben)
- Offizielle Facebook-Seite
- MPIA Twitter
- Max-Planck-Gesellschaft

## اقرأ أيضا
- علم الفلك الراديوي
- مصفوف مرصد أتاكاما المليمتري الكبير
- مرصد مولارد الراديوي
- مصفوف الكيلومتر المربع
- مصفوف باثفيندر الأسترالي
- معهد ماكس بلانك لبحوث الفحم
- معهد ماكس بلانك لبحوث الحديد
- معهد ماكس بلانك لفيزياء البلازما
- معهد ماكس بلانك لعلم الفلك الراديوي
- مؤسسة ماكس بلانك
- معهد ماكس بلانك لبحوث النظام الشمسي